# 2370 van Altena
2370 van Altena este un asteroid din centura principală, descoperit pe 10 iunie 1965 de Arnold Klemola.